# 三井アウトレットパーク
三井アウトレットパーク（みついアウトレットパーク、英: Mitsui Outlet Park、略称：MOP）は、三井不動産グループの三井不動産商業マネジメントが運営するアウトレットモールの総称。
日本におけるアウトレットモールでは「三菱地所・サイモン」（プレミアム・アウトレット）に次いで業界第2位の売上高である（2007年現在）。

## 概要
施設はテーマパークのようなつくりになっており、イベント・ライブなどが頻繁に行われている。大規模な駐車場を併設しながらも、幕張や多摩南大沢など駅から徒歩圏のレールサイド店舗も多く、ロードサイド立地の大型施設が多い三菱地所・サイモンのプレミアム・アウトレットの立地とやや異なる。
当初は施設ごとに異なる名称を付けていたが、ブランド力を高めるために、2008年4月1日より名称を「三井アウトレットパーク 幕張」など、「三井アウトレットパーク」+「地域名称」に変更・統一し、以降の新規開発施設についても同様に「三井アウトレットパーク」+「地域名称」で統一している。
また三井アウトレットパークと同じく、三井不動産が開発事業者、三井不動産商業マネジメントが運営事業者となっている「ららぽーと」を中心とした「三井ショッピングパーク」や「三井ショッピングパーク アーバン」などとも、2010年7月16日よりポイント互換が可能となった。

## 沿革
- 1995年（平成7年）3月16日 - 1号店「鶴見はなぽーとブロッサム」（大阪府大阪市鶴見区）開業。
- 1998年（平成10年）9月4日 - 2号店「横浜ベイサイドマリーナ ショップス&レストランツ」（神奈川県横浜市金沢区）開業。
- 1999年（平成11年）7月30日 - マリンピア神戸の一角に3号店「マリンピア神戸ポルトバザール」（兵庫県神戸市垂水区）開業。
- 2000年（平成12年）
  - 9月1日 - 4号店「ラ・フェット多摩南大沢」（東京都八王子市）開業。
  - 10月26日 - 5号店「ガーデンウォ〜ク幕張」（千葉県千葉市美浜区）開業。
- 2002年（平成14年）3月28日 - ナガシマリゾート[注 1]の一角に6号店「ジャズドリーム長島」（三重県桑名市）開業。
- 2005年（平成17年）4月15日 - 「ガーデンウォ〜ク幕張」増床。
- 2006年（平成18年）
  - 4月7日 - 「マリンピア神戸ポルトバザール」増床。
  - 7月5日 - 「ジャズドリーム長島」増床。
- 2007年（平成19年）
  - 9月20日 - 「ジャズドリーム長島」再増床。
  - 12月14日 - 「ラ・フェット多摩南大沢」増床。
- 2008年（平成20年）
  - 4月1日 - 運営店舗の名称を『「三井アウトレットパーク」+「地域名称」』に変更・ほぼ統一[1]。既存店舗は以下の通り変更。
    - 鶴見はなぽーとブロッサム→三井アウトレットパーク 大阪鶴見
    - 横浜ベイサイドマリーナ ショップス&レストランツ→三井アウトレットパーク 横浜ベイサイド
    - マリンピア神戸ポルトバザール→三井アウトレットパーク マリンピア神戸
    - ラ・フェット多摩南大沢→三井アウトレットパーク 多摩南大沢
    - ガーデンウォ〜ク幕張→三井アウトレットパーク 幕張
    - ジャズドリーム長島→三井アウトレットパーク ジャズドリーム長島

  - 4月10日 - HOYA武蔵工場の跡地に7号店「三井アウトレットパーク 入間」（埼玉県入間市）開業。
  - 9月12日 - 仙台港背後地（みなと仙台ゆめタウン）に8号店「三井アウトレットパーク 仙台港」（宮城県仙台市宮城野区）開業。
- 2009年（平成21年）3月18日 - 「三井アウトレットパーク マリンピア神戸」再増床。
- 2010年（平成22年）
  - 4月22日 - 9号店「三井アウトレットパーク 札幌北広島」（北海道北広島市）開業。
  - 7月8日 - 10号店「三井アウトレットパーク 滋賀竜王」（滋賀県蒲生郡竜王町）開業。
- 2011年（平成23年）
  - 9月21日 - 「三井アウトレットパーク ジャズドリーム長島」3度目の再増床。
  - 12月1日 - 倉敷チボリ公園跡地に11号店「三井アウトレットパーク 倉敷」（岡山県倉敷市）開業。
- 2012年（平成24年）4月13日 - 12号店「三井アウトレットパーク 木更津」（千葉県木更津市）開業[2]。
- 2014年（平成26年）
  - 7月17日 - 「三井アウトレットパーク 木更津」増床。
- 2015年（平成27年）
  - 5月30日 - 初の海外店舗となる「三井アウトレットパーク クアラルンプール国際空港 セパン」が、マレーシア・セパンのクアラルンプール国際空港近くに開業[3]。
  - 7月16日 - 13号店「三井アウトレットパーク北陸小矢部」（富山県小矢部市）開業。
- 2016年（平成28年）
  - 1月26日 - 台湾遠雄（Farglory）グループとの合弁で、桃園国際空港近くに海外2号店「三井アウトレットパーク 台湾林口」（新北市林口区）開業。
- 2017年（平成29年）
  - 9月25日 - 「三井アウトレットパーク ジャズドリーム長島」4度目の再増床。
- 2018年（平成30年）
  - 9月2日 - 「三井アウトレットパーク 横浜ベイサイド」全面建て替えのため一時閉館。
  - 10月26日 - 「三井アウトレットパーク 木更津」再増床。
- 2020年（令和2年）
  - 6月4日 - 「三井アウトレットパーク 横浜ベイサイド」再オープン[注 2][6]。
- 2023年（令和5年）
  - 1月15日 - 「三井アウトレットパーク マリンピア神戸」全面建て替えのため一時閉館[7]。
  - 3月12日 - 「三井アウトレットパーク 大阪鶴見」閉館。
  - 4月17日 - 初の「三井ショッピングパーク ららぽーと」との一体型店舗である「三井アウトレットパーク 大阪門真」開業。

## 店舗一覧
北海道
- 三井アウトレットパーク 札幌北広島（北海道北広島市）

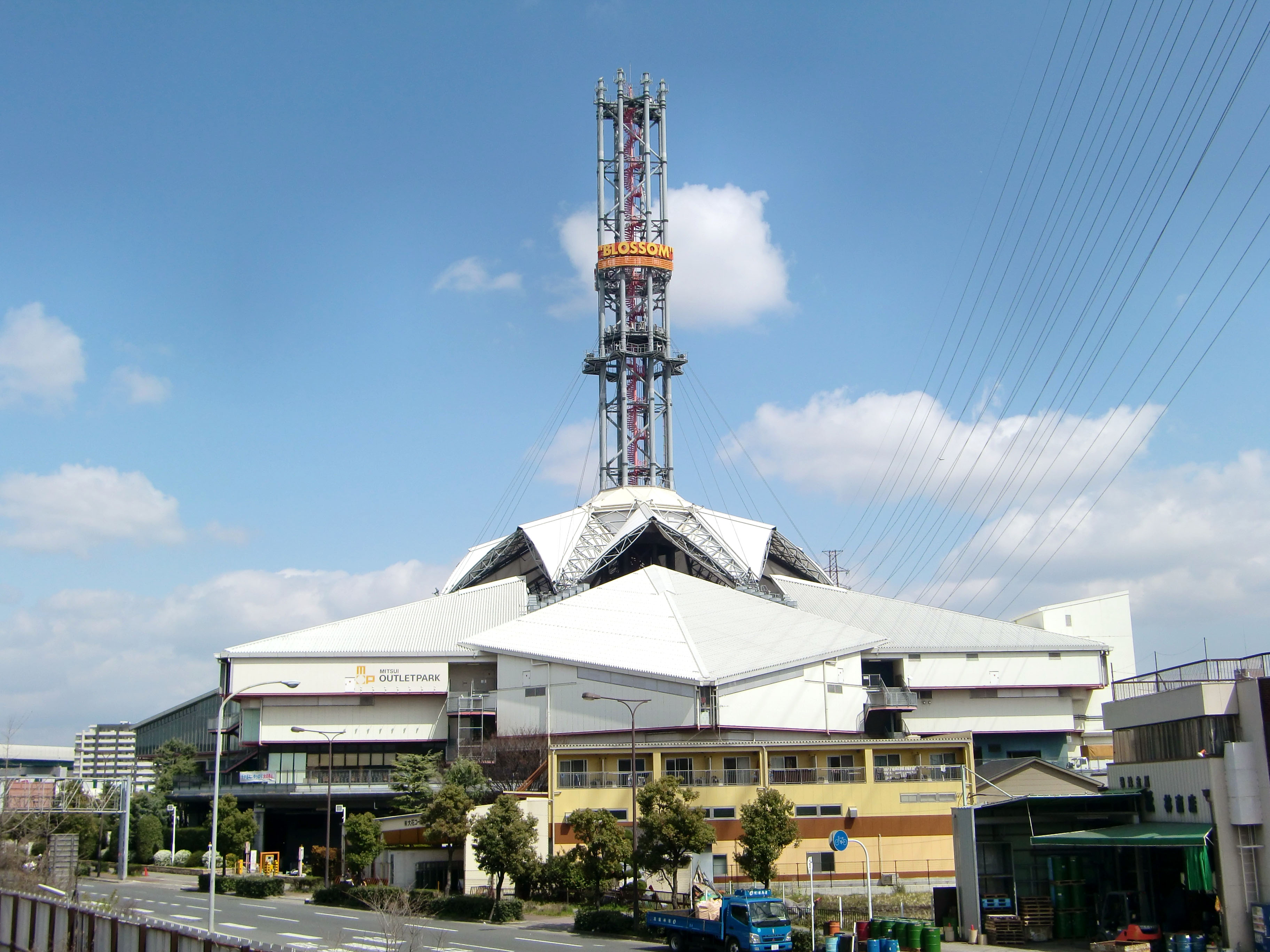
MOP大阪鶴見

東北地方
- 三井アウトレットパーク 仙台港（宮城県仙台市宮城野区）

関東地方
- 三井アウトレットパーク 入間（埼玉県入間市）
- 三井アウトレットパーク 多摩南大沢（東京都八王子市）
- 三井アウトレットパーク 幕張（千葉県千葉市美浜区）
- 三井アウトレットパーク 木更津（千葉県木更津市）
- 三井アウトレットパーク 横浜ベイサイド（神奈川県横浜市金沢区）

中部地方
- 三井アウトレットパーク北陸小矢部（富山県小矢部市）

近畿地方

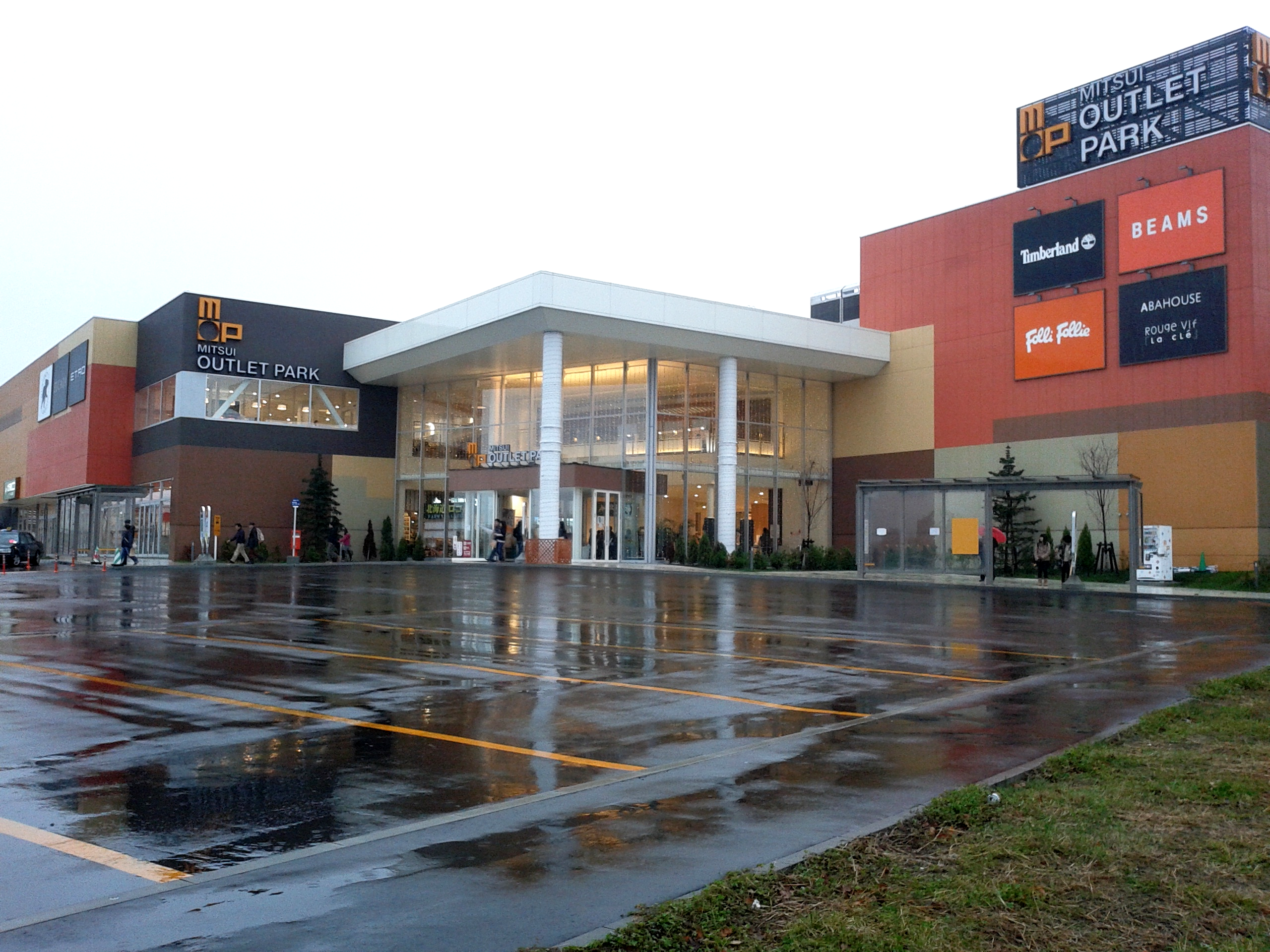
MOP札幌北広島
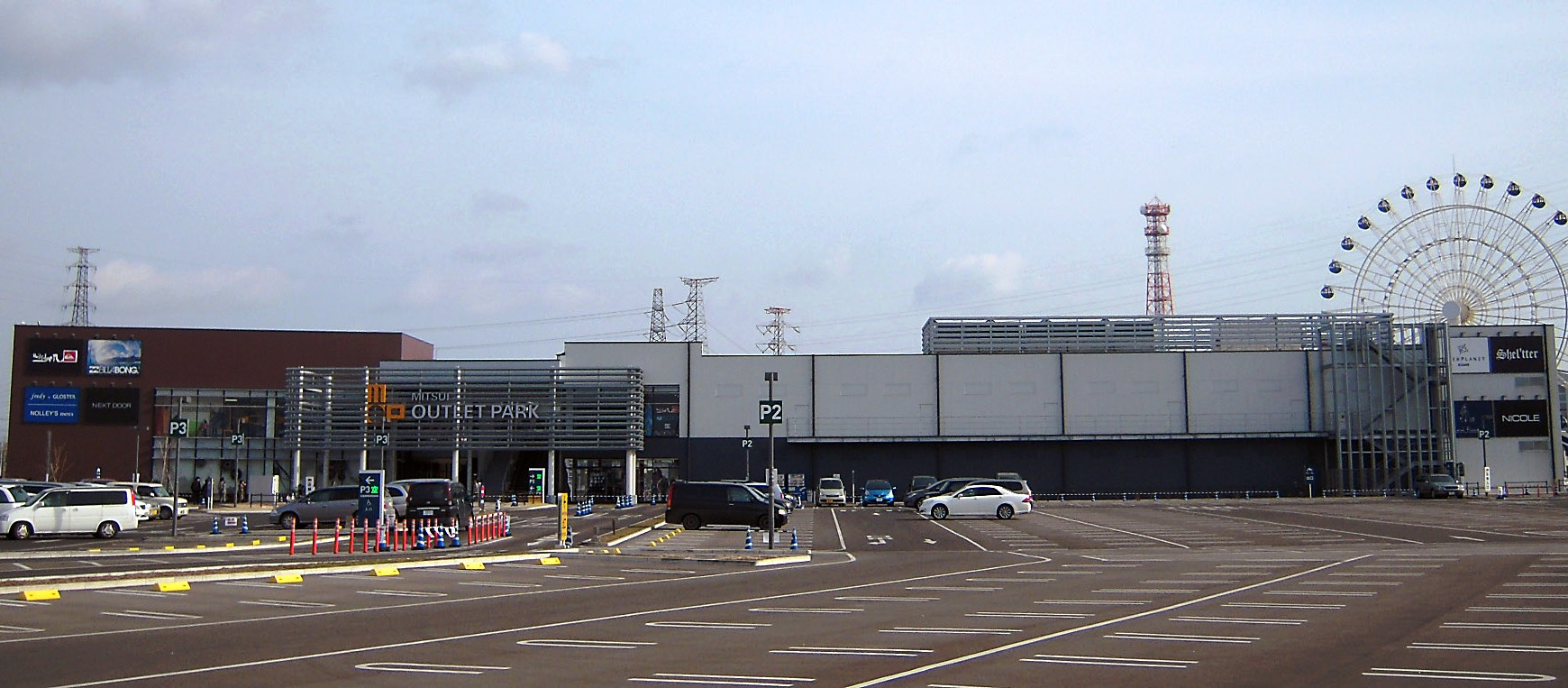
MOP仙台港
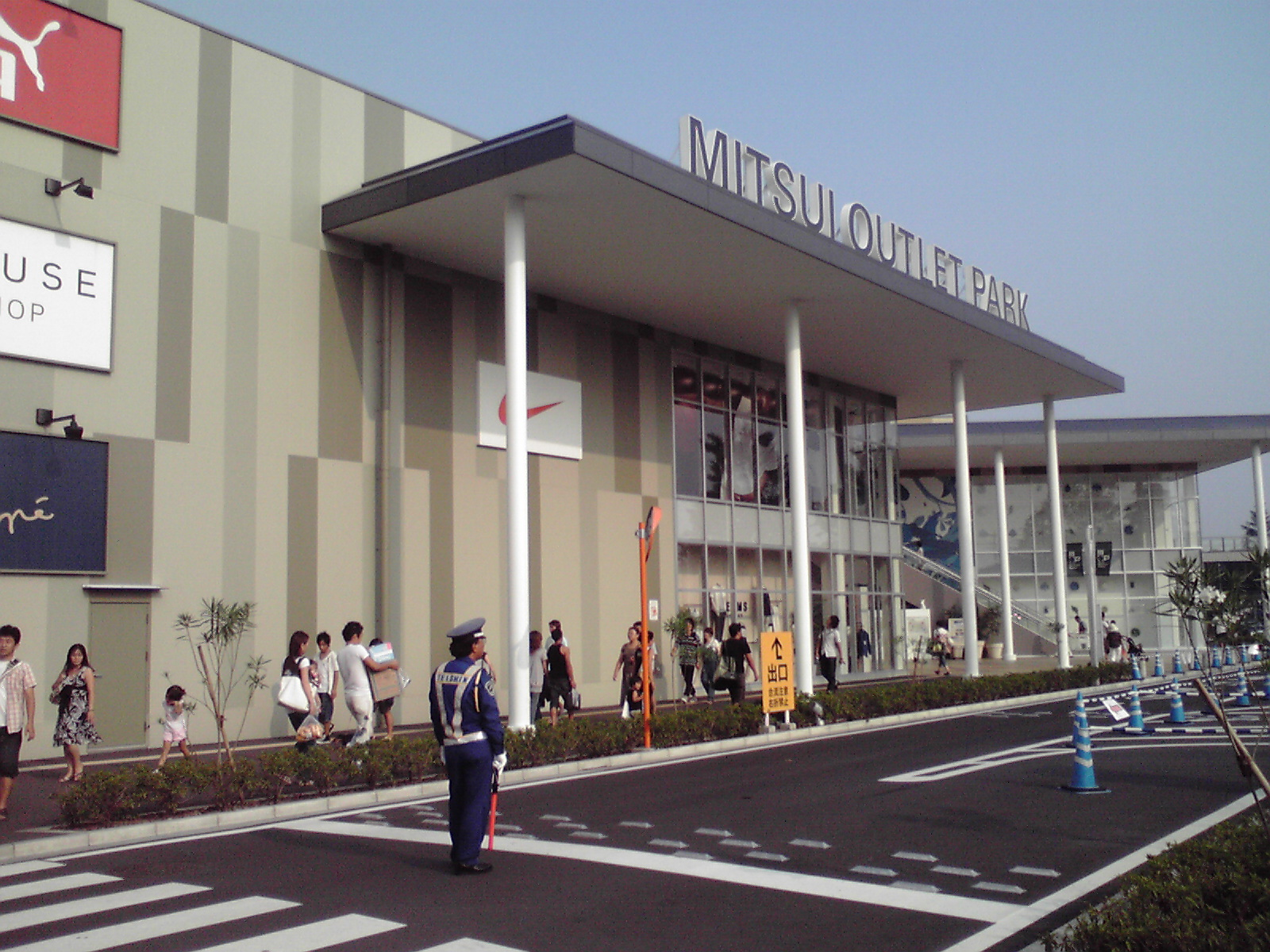
MOP入間
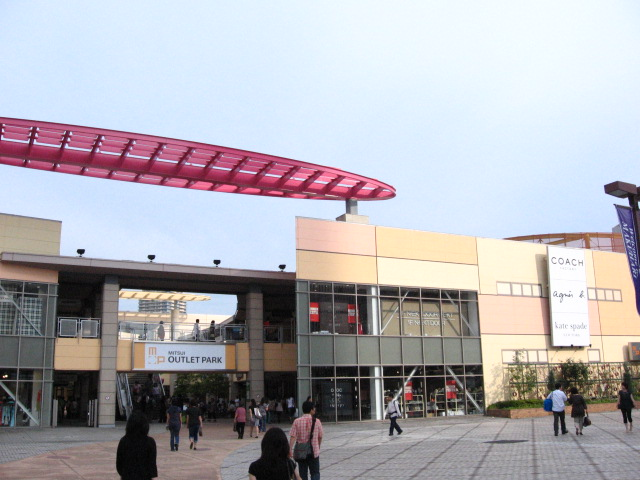
MOP幕張
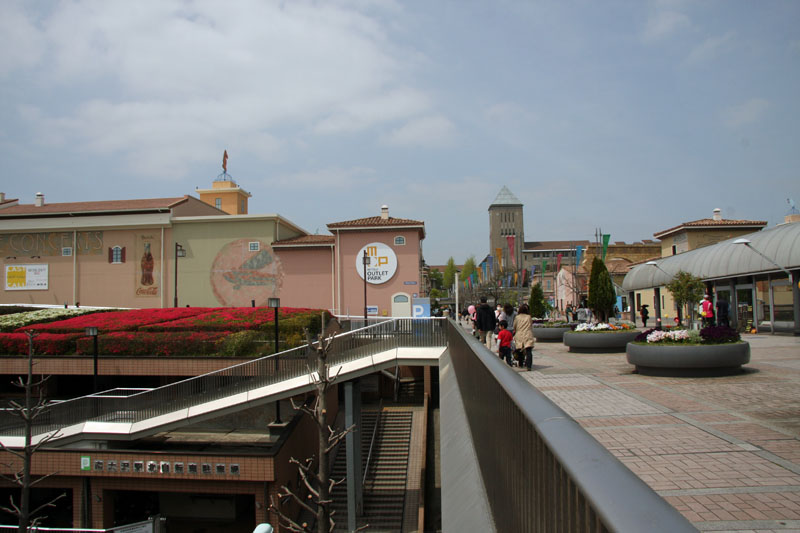
MOP多摩南大沢
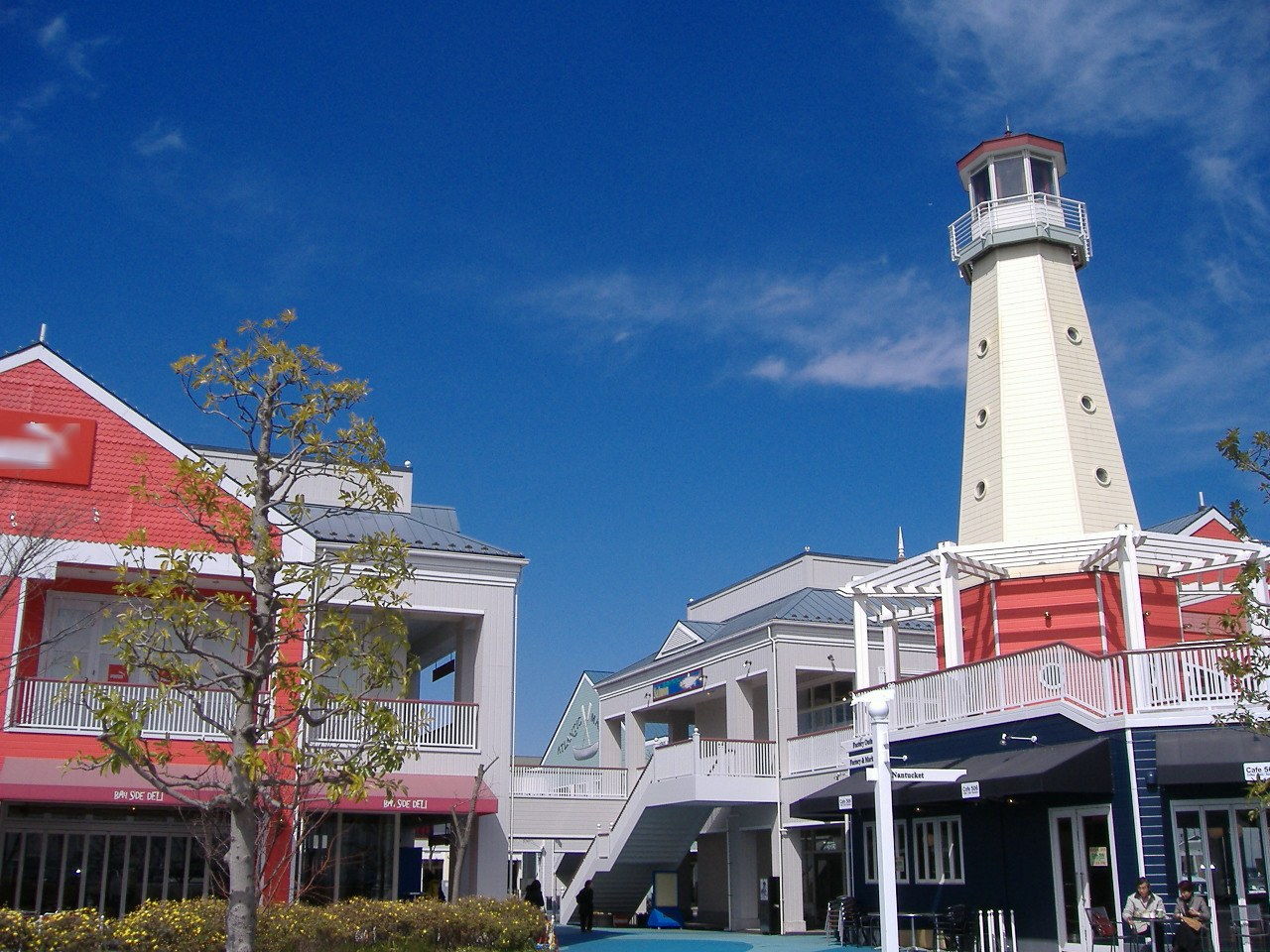
MOP横浜ベイサイド
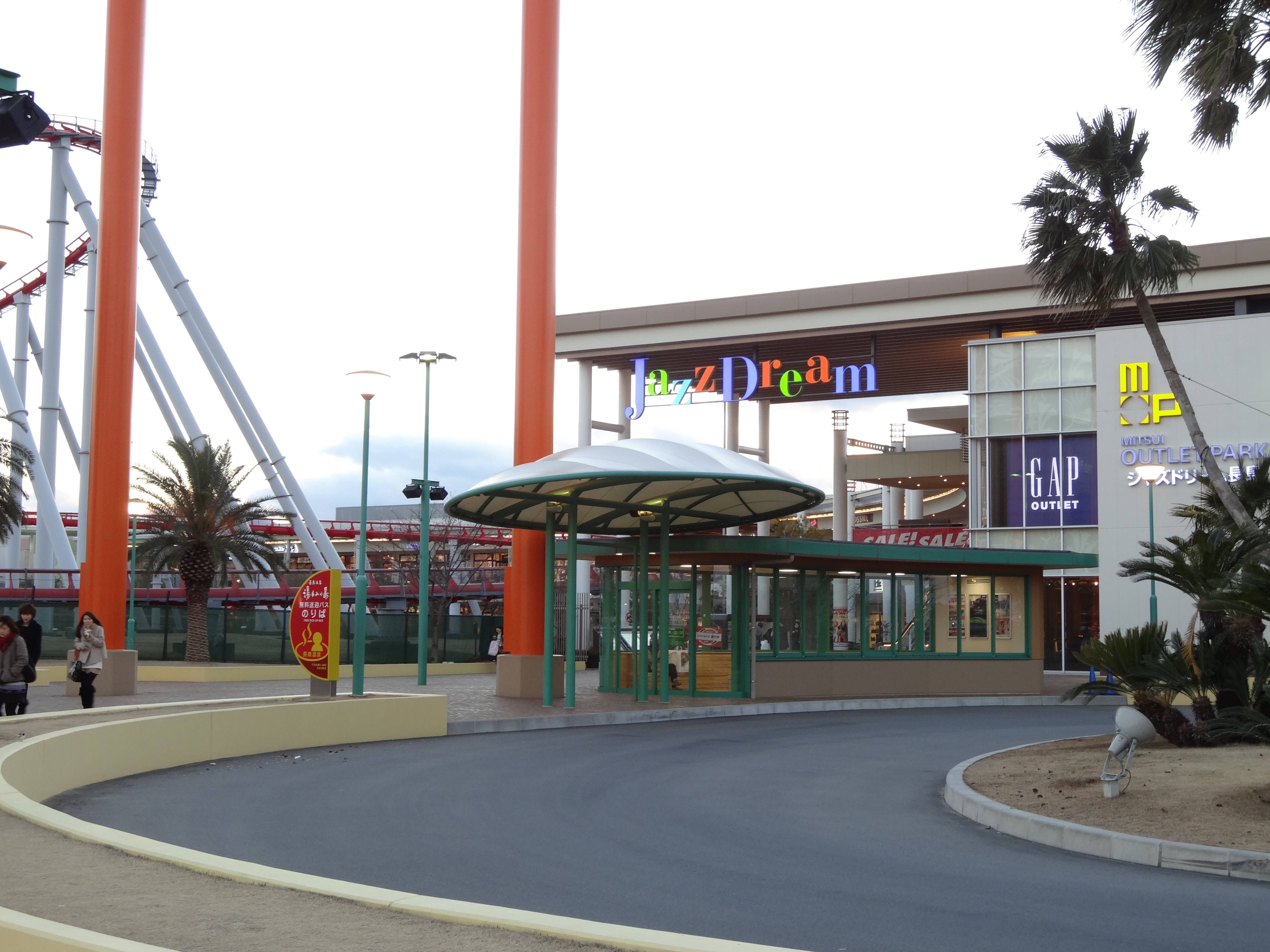
三井アウトレットパーク ジャズドリーム長島（三重県桑名市）
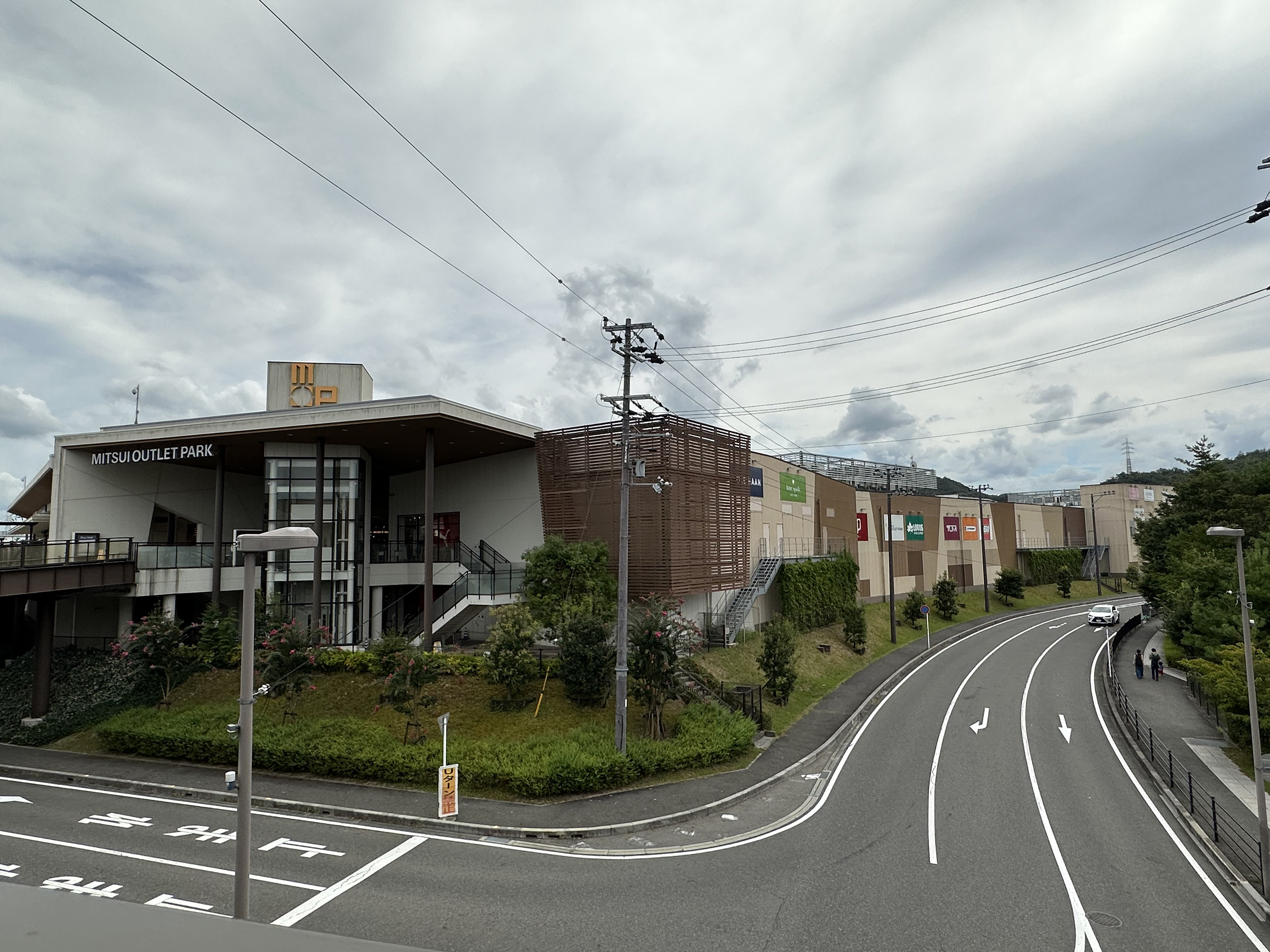
三井アウトレットパーク 滋賀竜王（滋賀県蒲生郡竜王町）
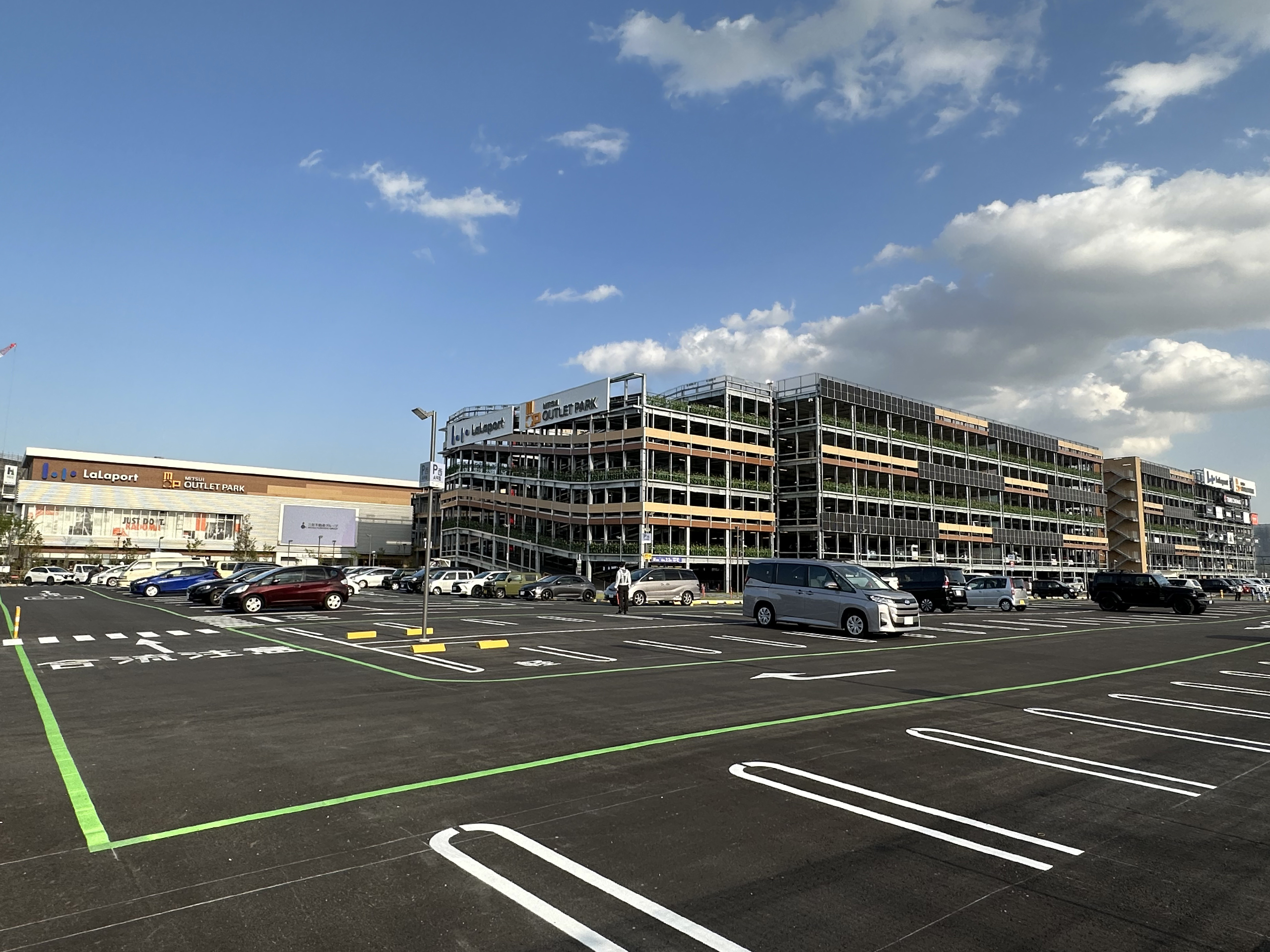
ららぽーと門真・三井アウトレットパーク 大阪門真（大阪府門真市）
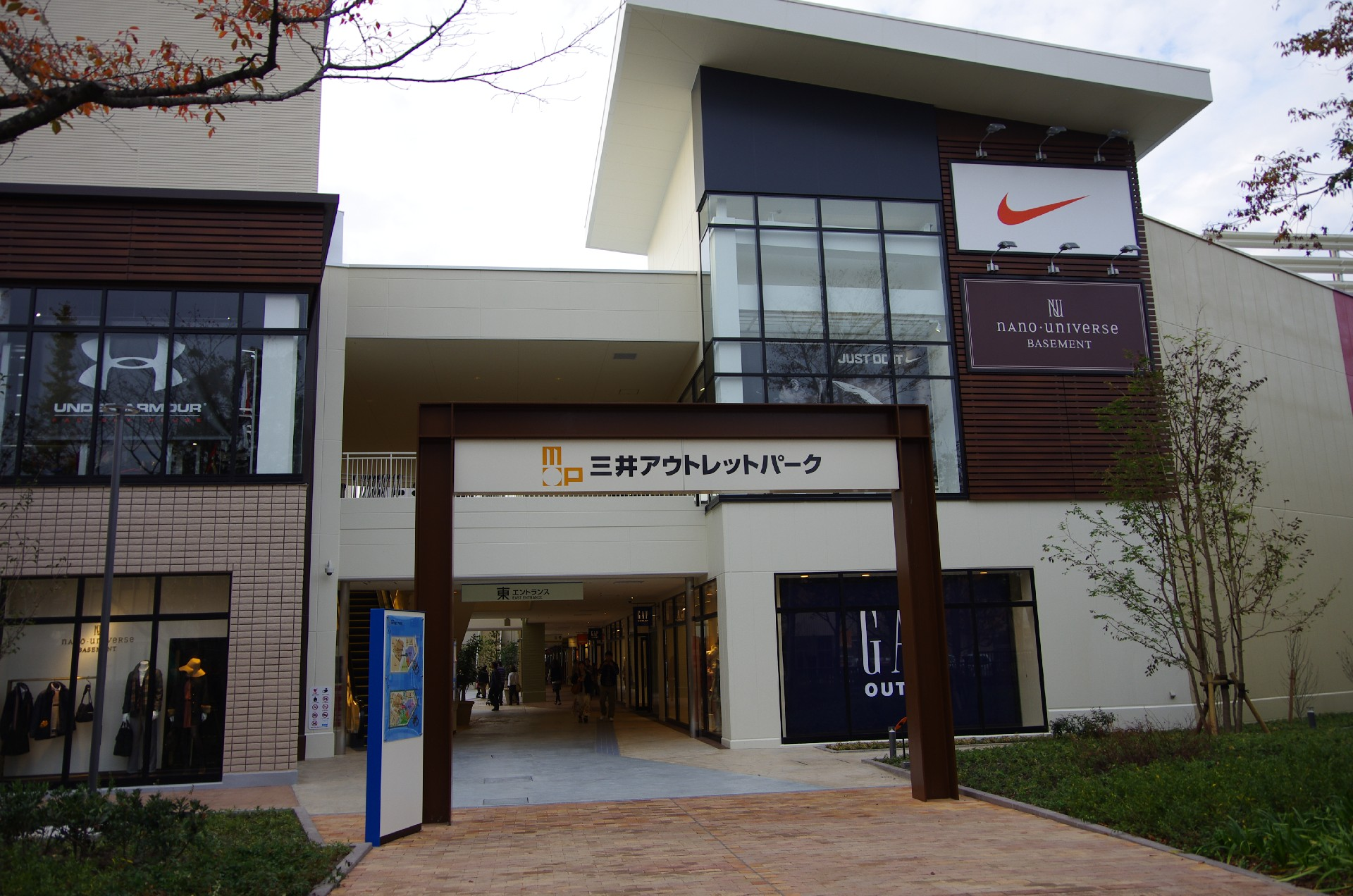
MOP倉敷
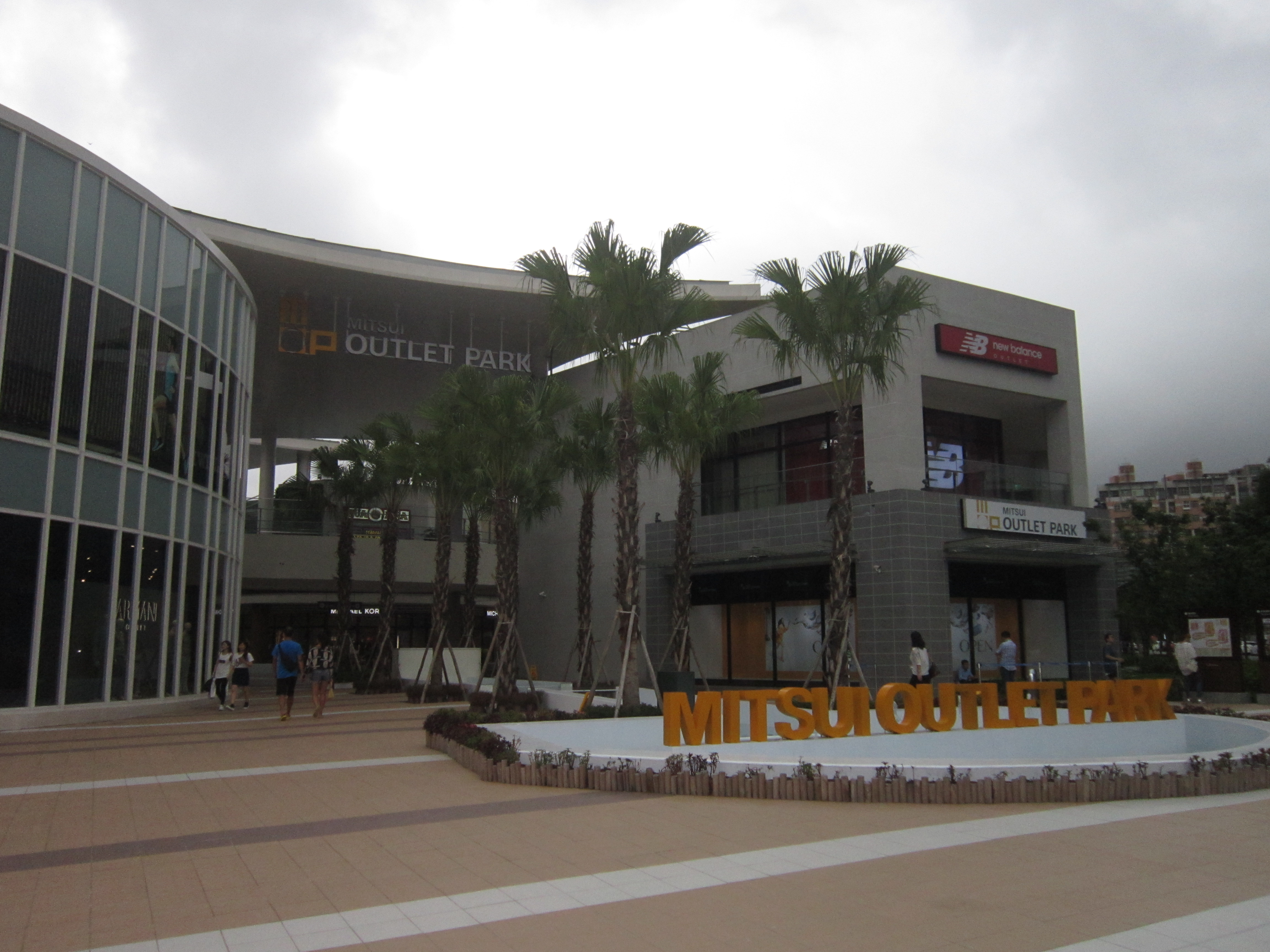
MOP林口
MOP台中港

- 三井アウトレットパーク マリンピア神戸（兵庫県神戸市垂水区）

中国地方
- 三井アウトレットパーク 倉敷（岡山県倉敷市）

日本国外
- 三井アウトレットパーク 林口（新北市林口区）
- 三井アウトレットパーク 台中港（台中市梧棲区）
- 三井アウトレットパーク 台南（台南市帰仁区）
- 三井アウトレットパーク クアラルンプール国際空港 セパン（マレーシア）

- MOP札幌北広島
- MOP仙台港
- MOP入間
- MOP幕張
- MOP多摩南大沢
- MOP横浜ベイサイド
- MOPジャズドリーム長島
- MOP滋賀竜王
- MOP大阪門真
- MOP倉敷
- MOP林口
- MOP台中港

閉館した店舗
- 三井アウトレットパーク 大阪鶴見（大阪府大阪市鶴見区）
  - 三井アウトレットパーク 大阪門真に移転拡充

- MOP大阪鶴見

## オープン予定の店舗一覧
- 三井アウトレットパーク 岡崎（愛知県岡崎市）- 2025年秋開業予定[8]。

## 広告活動

### CM
- 竹下玲奈（2006年～2008年）
- ダンディ坂野（2012年）
- ローラ（2013年） - 『オズの魔法使い』・ドロシー役
- トリンドル玲奈（2014年）
- 多部未華子（2017年） - イメージキャラクター[9]
- 芳根京子・佐久間由衣（2022年） - イメージキャラクター[10]